# Bitwa pod Treszczyną
Bitwa pod Treszczyną – walki polskiego Białostockiego pułku strzelców z oddziałami sowieckimi toczone w pierwszym roku wojny polsko-bolszewickiej.

## Geneza
W pierwszych miesiącach 1919 roku na wschodnich krańcach odradzającej się Rzeczypospolitej stacjonowały jeszcze wojska niemieckie Ober-Ostu. Ich ewakuacja powodowała, że opuszczane przez nie tereny od wschodu zajmowała Armia Czerwona. Jednocześnie od zachodu podchodziły oddziały Wojska Polskiego. W lutym 1919 jednostki polskie weszły w kontakt bojowy z oddziałami Armii Czerwonej. Rozpoczęła się nigdy niewypowiedziana wojna polsko-bolszewicka.  
Wskutek zarządzenia pogotowia bojowego przeciwko Niemcom, w maju i czerwcu front przeciwsowiecki pozostawał w defensywie. W drugiej połowie lipca Naczelne Dowództwie WP zakończyło prace nad planem szeroko zakrojonej operacji zaczepnej, której celem było opanowanie Mińska, Borysowa, Bobrujska i oparcie frontu o linię rzek Dźwiny i Berezyny.

## Walczące wojska
| Jednostka                    | Dowódca               | Podporządkowanie          |
| Wojsko Polskie               |                       |                           |
| Dywizja Litewsko-Białoruska  | gen. Adam Mokrzecki   | Front Litewsko-Białoruski |
| ⇒ Białostocki pułk strzelców | ppłk Stefan Pasławski | Dywizja Lit.-Biał.        |

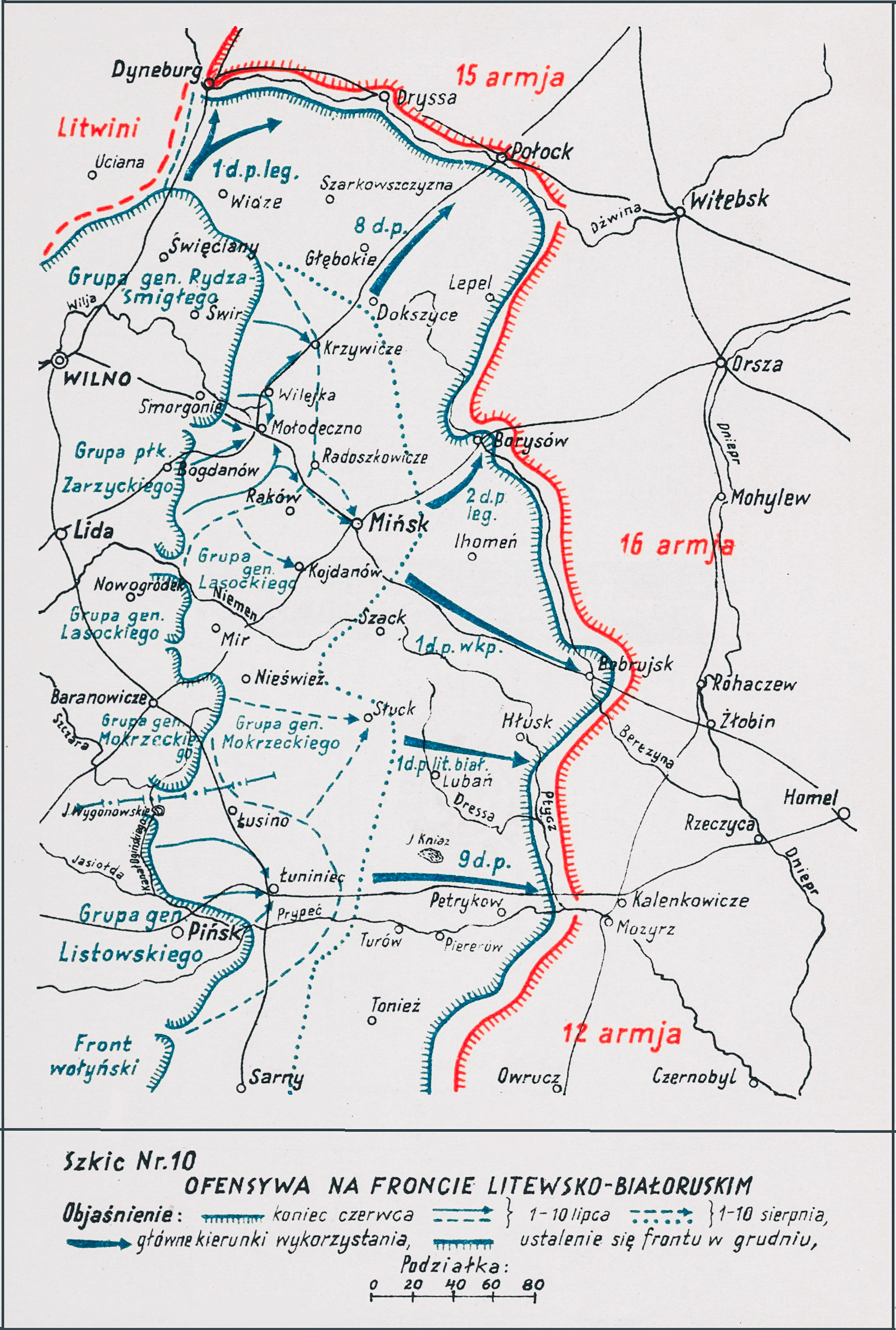
Adam Przybylski,
Wojna Polska 1918–1921

| → II/ Białostockiego ps      | por. Marian Turkowski | Białostocki ps            |
| Armia Czerwona               |                       |                           |
| oddziały ACz                 |                       | 16 Armia                  |

## Walki pod Treszczyną
Podczas polskiej ofensywy na Białorusi, II batalion Białostockiego pułku strzelców por. Mariana Turkowskiego, wzmocniony baterią artylerii, otrzymał rozkaz uchwycenia przeprawy na Uszy. Batalion maszerował traktem na Turzec i Mir. Na drodze stał silnie broniony przez Sowietów Turzec i Zagórze. Idąca w szpicy 5 kompania por. Wincentego Powiechrowskiego  uderzyła jednym plutonem na miejscowość, kolejny pluton prowadził działania demonstracyjne wzdłuż  drogi na Korelicze, a trzeci obchodził Turzec  od południa i zmusił nieprzyjaciela do opuszczenia wzgórz. Koncentryczny atak plutonów zakończył się sukcesem, a Sowieci wycofali się w kierunku na Zagórze. Pozostałe pododdziały batalionu  obeszły prawe skrzydło nieprzyjaciela, a uderzająca od czoła 5 kompania opanowała wieś, którą pośpiesznie opuścił przeciwnik obawiający się okrążenia.
Pomimo zmęczenia porucznik Turkowski zdecydował się na kontynuowanie natarcia. Tym razem w szpicy maszerowała 6 kompania piechoty. Szpica niepostrzeżenie dotarła pod Treszczynę i zdobyła ją. Na skraju wioski ustawiono całą broń maszynową i rozpoczęto  ostrzał mostów na Uszy. Kilkakrotnie powtarzane sowieckie kontrataki zostały odparte. Po około godzinie pod Treszczynę dotarły pozostałe kompanie batalionu z artylerią. Uderzenie sił głównych przełamano obronę przeciwnika. Polacy obsadzili jeden most, a następnie, przy wsparciu baterii, opanowali folwark Usza i drugi most.